# CS Moldova Nouă
Clubul Sportiv Moldova Nouă este un club de fotbal din orașul Moldova Nouă, județul Caraș-Severin, România, care evoluează în Liga a IV-a Caraș-Severin, al patrulea eșalon al sistemului de ligi al fotbalului românesc.  

## Istoric
Clubul s-a înființat in 1953 cu numele de Progresul Moldova Nouă, iar din 1954 s-a numit Minerul Moldova Nouă.
A promovat pentru pentru prima oară în Divizia C la finalul sezonului 1969–70, dupǎ ce a câștigat campioanatul județean Caraș-Severin și meciurile de baraj împotriva campioanei județului Mehedinți, Victoria Vânju Mare (7–1 acasă și 3–0 în deplasare), în primul tur și împotriva campioanei judetului Gorj, CIL Târgu Jiu (2–0 la Moldova Nouă și 1–0 la Târgu Jiu), în turul doi. Tot în acest sezon, Minerul Moldova Nouă ajunge până în 16-imile Cupei României fiind eliminată de FC Argeș Pitești, scor 1–2.
Urmează patru sezoane consecutive în a 3-a divizie, la finalul cǎrora, Minerul, reușește promovarea în divizia secundă : 1970–71 - locul 7 ; în 1971–72 - locul 4 ; 1972–73 - locul 3 ; 1973–74 - locul 1.
În primul sezon în Divizia B, 1974–75, Minerul termină pe locul 11, cu 33 de puncte în seria a III-a. Dar la finalul sezonului următor, 1975–76, echipa se clasează pe locul 15 retrogradând dupa doar două sezoane în eșalonul secund.
La sfârșitul sezonului 1976–77, Minerul câștigă seria a VIII-a a Diviziei C și revine după doar un sezon în Divizia B.
Au urmat trei ani în Divizia B, Minerul a terminat campionatul de fiecare dată în partea de jos a clasamentului, luptându-se pentru evitarea retrogradării: 1977–78 –locul 13, 1978–79 – locul 11 și 1979–80 – locul 12. La sfârșitul sezonului 1980–81, clasându-se pe locul 17, Minerul a retrogradat din nou în a treia divizie.
Urmează unsprezece sezoane consecutive în Divizia C : 1981–82 - locul 6; 1982–83 - locul 14, în acest sezon se califică în 16-imile Cupei României, dar pierde cu în fața lui SC Bacău cu scorul de 0–1; 1983–84 - locul 5 ; 1984–85 - locul 12 ; 1985–86 - locul 3 ; 1986–87 - locul 6 ; 1987–88 - locul 3 ; 1988–89 - locul 9 ; 1989–90 - locul 9 ; 1990–91 - locul 4 ; 1991–92 - locul 9. În vara anului 1992, din cauza reorganizării sistemului competițional, clubul a retrogradat în campionatul județean.

## Stadion
CS Moldova Nouă își joacă meciurile de acasă pe stadionul Prof. Moise Străinescu din Moldova Nouă.

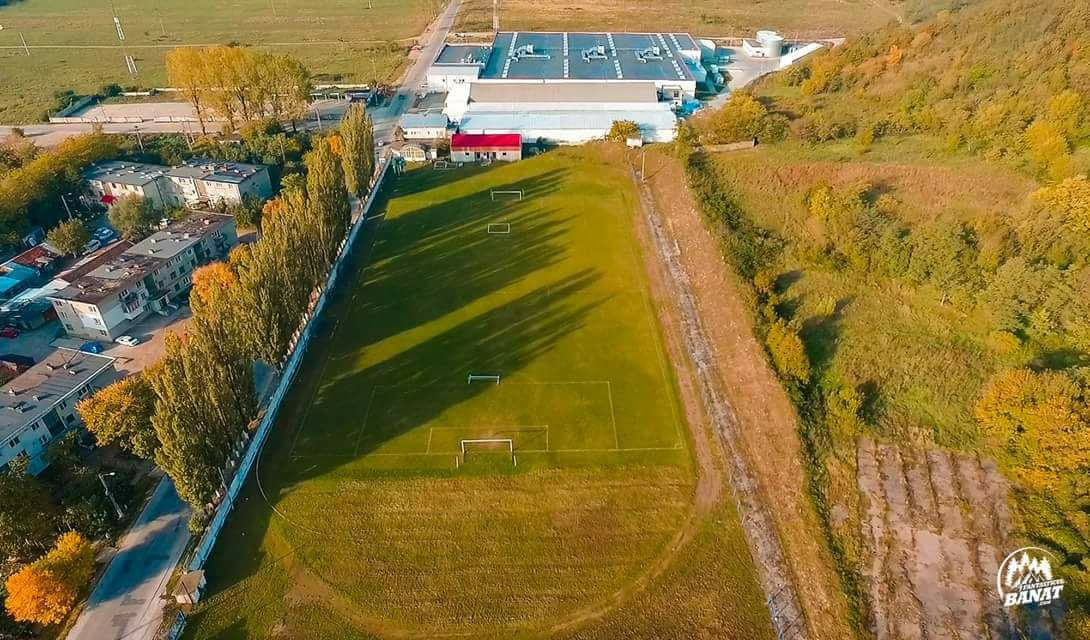
Stadionul Prof. Moise Străinescu din Moldova Nouă

Stadionul a fost construit în anul 1964 și are o capacitate de 60 de locuri. Până în 2018 s-a numit "Minerul",  dar a fost redenumit în memoria profesorului Moise Străinescu.

## Palmares
Liga a III-a
- Campioană (2): 1973–74, 1976–77

Liga a IV-a Caraș-Severin
- Campioană (4): 1969–70, 1992–93, 1997–98, 1999–00

### Alte performanțe
Cupa României
- 16-imi (2): 1969–70, 1982–83

## Jucători
La 31 August 2021.
| Nr. |         | Poziție | Jucător            |
| --- | ------- | ------- | ------------------ |
| 12  | România | P       | Borcean Raul Ionut |
| 1   | România | P       | Fedor Florin       |
| 8   | România | F       | Roger Țuțulan      |
| 4   | România | F       | Andrei Marișescu   |
| 19  | România | F       | Dennis Ionică      |
| 17  | România | F       | Iulian Telescu     |
|     | România | F       | Dorin Lingurar     |
| 7   | România | M       | Alexandru Varga    |
| 16  | România | M       | Sergiu Tismănariu  |
|     | România | M       | Ilie Ursu          |

| Nr. |         | Poziție | Jucător           |
| --- | ------- | ------- | ----------------- |
| 5   | România | M       | Mihai Danu        |
| 11  | România | M       | Casian Stoicovici |
| 99  | România | M       | Ozren Milenovici  |
| 18  | România | M       | Ionut Bădescu     |
| 10  | România | M       | Darius Șofronie   |
| 21  | România | A       | Robert Mihalache  |
| 15  | România | A       | Cosmin Nistoran   |
|     | România | A       | Ionuț Bejenaru    |
|     | România | A       | Marcel Varga      |
| 9   | România | A       | Denis Jurcă       |